# Metaphycus lounsburyi
Espèce
Synonymes
- Aphycus lounsburyi Howard, 1898Catalogue of Life (28 mars 2015)[2]
- Metaphycus bartletti Annecke & Mynhardt, 1972Catalogue of Life (28 mars 2015)[2]

Metaphycus lounsburyi est une espèce d'insectes hyménoptères de la famille des Encyrtidae, d'origine africaine.
C'est une petite guêpe parasite de la cochenille noire de l'olivier, contre laquelle elle est utilisée en lutte biologique. Elle est gris-brun et mesure environ deux millimètres. La différence entre les mâles et les femelles est difficile à voir. Les cochenilles parasitées deviennent plus brunes et plus lisses que les autres. Quand le parasite abandonne l'insecte, quelques trous sont visibles sur sa carapace.

## Systématique
L'espèce Metaphycus lounsburyi a été initialement décrite en 1898 par l'entomologiste américain Leland Ossian Howard (1857-1950) sous le protonyme d’Aphycus lounsburyi.

## Description
Metaphycus lounsburyi est un micro-hyménoptère de 1,5 mm de long. Comme beaucoup d'autres membres de la famille des Encyrtidae, c'est un parasitoïde d'un autre insecte : son développement jusqu'au stade adulte se déroule à l'intérieur de la cochenille noire de l'olivier (Saissetia oleae). À 25 °C, cette évolution prend environ 18 jours.
Une femelle peut pondre de 200 à 300 œufs pendant sa vie. Les adultes peuvent vivre deux mois au maximum.

## Lutte biologique
Metaphycus lounsburyi est employé comme agent de lutte biologique contre la cochenille noire de l'olivier. Ce parasitoïde a été commercialisé [Quand ?] par la firme BIOTOP qui a arrêté sa production [Quand ?].
La température minimum supportée par Metaphycus lounsburyi est de 18 °C. La meilleure saison pour son emploi est de mars à octobre car cette espèce ne craint pas l'humidité.

## Étymologie
Son épithète spécifique, lounsburyi, lui a été donnée en l'honneur de l'entomologiste sud-africain Charles Pugsley Lounsbury (d) (1872-1955) qui a fourni quatre femelles de son élevage pour leur description.

## Publication originale
- (en) L. O. Howard, « On some new parasitic insects of the subfamily Encyrtinae », Proceedings of the United States National Museum, Washington, Inconnu, vol. 21, no 1142,‎ 1898, p. 231–248 (ISSN 0096-3801 et 2377-6560, OCLC 1259735, DOI 10.5479/SI.00963801.1142.231, lire en ligne).